# Odlum Brown Vancouver Open 2006
L'Odlum Brown Vancouver Open 2006 è stato un torneo di tennis facente parte della categoria ATP Challenger Series nell'ambito dell'ATP Challenger Series 2006. Il torneo si è giocato a Vancouver in Canada dal 31 luglio al 6 agosto 2006 su campi in cemento.

## Vincitori

### Singolare
Rik De Voest ha battuto in finale  Amer Delić con il punteggio di 7–6(4), 6–2.

### Doppio
Eric Butorac /  Travis Parrott hanno battuto in finale  Rik De Voest /  Glenn Weiner con il punteggio di 4–6, 6–3, [11–9].